# Pongo tapanuliensis
Pongo tapanuliensis (informeel de Tapanuli-orang-oetan) is een orang-oetan (mensaap) die in het tropisch regenwoud op het Indonesische eiland Sumatra voorkomt in het regentschap Tapanuli Selatan van de provincie Noord-Sumatra. Het is een van de drie soorten orang-oetans. Pongo tapanuliensis werd in 2017 als aparte soort beschreven. Het was voor het eerst sinds in 1929 de bonobo (Pan paniscus) benoemd werd dat een nog levende nieuwe soort mensachtige werd beschreven. 

## Ontdekking en naamgeving
In 1997 werd tijdens een expeditie melding gemaakt van een geïsoleerde populatie orang-oetans in Noord-Sumatra bij de plaats Batang Toru in het regentschap Tapanuli Selatan. De mensapen werden niet als een aparte soort herkend. Overigens was al in de jaren dertig van de twintigste eeuw bekend dat er een populatie orang-oetans in die regio bestond.
In november 2013 werd een orang-oetanman nabij Sugi Tonga door de plaatselijke bevolking verwond waarna hij stierf. Het lukte om zijn DNA te vergelijken met genetisch materiaal van 37 individuen en zijn skelet met de morfologie van 33 skeletten van volwassen mannelijke orang-oetans, allen uit andere gebieden.
Dit onderzoek was in 2017 de basis voor een uitgebreide gedetailleerde fylogenetische studie die concludeerde dat het een aparte soort betrof. Die soort werd benoemd als Pongo tapanuliensis. De soortaanduiding verwijst naar het voorkomen in de districten Noord-, Centraal-, en Zuid-Tapanuli.
Het in 2013 omgekomen exemplaar werd het holotype van de nieuwe soort met als inventarisnummer MZB39182. Er werden door Tim Laman ook andere individuen gefotografeerd in het woud van Batang Toru. Dezen zijn aangewezen als paratypen met de nummers P2591-M435788 en P2591-M435790.

## Beschrijving
Het holotype had een kleinere schedel, een platter gezicht en bredere tanden en kiezen dan de twee andere orang-oetansoorten, Pongo abelii op Noord-Sumatra en Pongo pygmaeus op Borneo. Er werden 26 verschillende metingen uitgevoerd aan de schedel en die werden via een hoofdcomponentenanalyse vergeleken met overeenkomstige metingen aan negentien dieren uit Borneo en acht elders uit Noord-Sumatra.
Pongo tapanuliensis bleek zich in een aantal kenmerken van zowel Pongo abelii als Pongo pygmaeus te onderscheiden. De bovenste hoektand is breder. Het gezicht is platter met een diepte van zes millimeter tegenover minstens 8,4 millimeter. De pterygoïden in het verhemelte staan dichter op elkaar. De benige gehoorgang is korter. Het gewricht tussen onderkaak en slaapbeen is korter. De rij snijtanden in de bovenkaak is smaller. De afstand overdwars tussen de eerste kiezen is smaller. De vergroeiing, symfyse, tussen beide onderkaakshelften is horizontaal gemeten korter. De torus transversus inferior, een ringvormige opstaande structuur op de binnenste onderrand van de symfyse, is kleiner. De opgaande tak van de onderkaak is smaller.

## Fylogenetische verwantschap
Uit het fylogenetisch onderzoek kon worden geconcludeerd dat de Tapanuli-orang-oetans ongeveer 3,4 miljoen jaar geleden zich van de Sumatraanse orang-oetans ten noorden van het Tobameer afzonderden. Later, ongeveer 75.000 jaar geleden, na de uitbarsting van de supervulkaan die het Tobameer deed ontstaan (Toba-catastrofe), raakten de Sumatraanse populaties nog meer geïsoleerd van elkaar. Mogelijk was er tot 20.000 à 10.000 jaar geleden nog sporadisch contact. Volgens de onderzoekers was dit waarschijnlijk in de vorm van een male-mediated geneflow, vrij vertaald: zwervende tapanulimannen die soms paarden met vrouwen uit de populatie ten noorden van het Tobameer, met nakomelingen tot gevolg.
De Borneose orang-oetan splitste zich later af van P. tapanuliensis, ongeveer 674.000 jaar geleden maar raakte al 303.000 jaar geleden volledig ervan geïsoleerd. Borneo en Sumatra liggen op de Soendaplaat, deze eilanden waren eerst via landbruggen met elkaar verbonden. Het huidige verspreidingsgebied van de Tapanuli-orang-oetans is waarschijnlijk de plaats waar deze mensapen uit zuidoostelijk Azië het gebied binnendrongen dat nu Indonesië is.

## De drie soorten

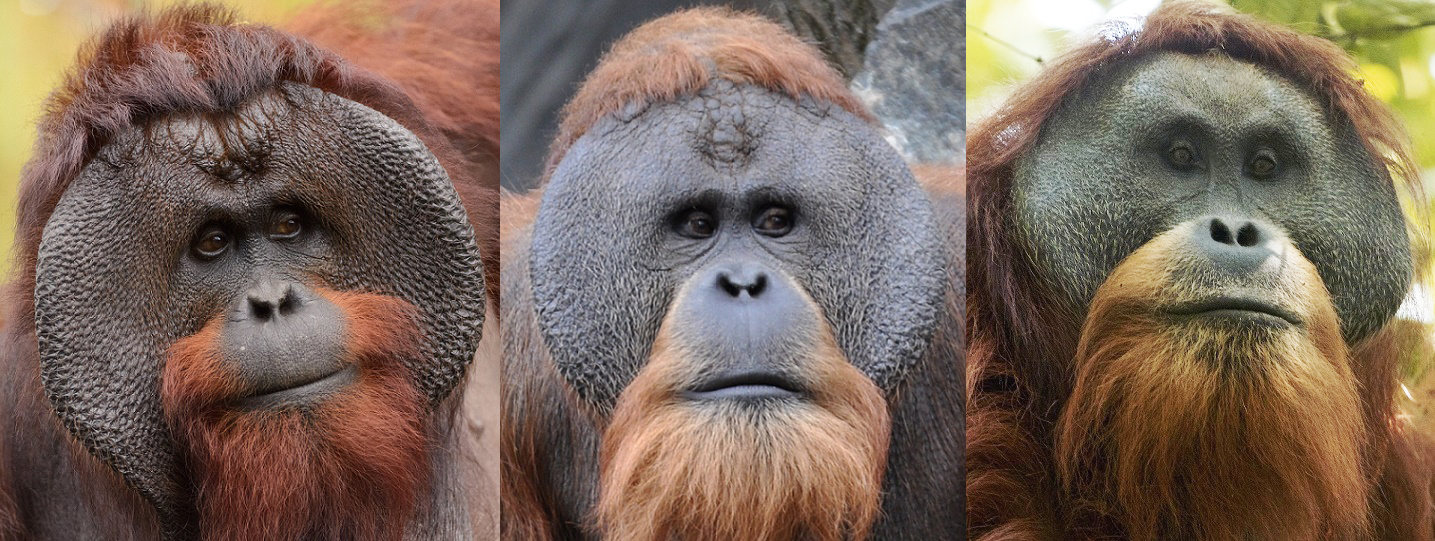
V.l.n.r.: mannelijke Borneose orang-oetan (P. pygmaeus), Sumatraanse orang-oetan (P. abelii) en Tapanuli-orang-oetan (P. tapanuliensis)

## Verspreiding en leefgebied
De Tapanuli-orang-oetans verblijven in vochtig regenwoud ten zuiden van het Tobameer. De hele populatie komt voor in een gebied van ongeveer 1000 km2 op hoogten tussen de 300 en 1300 m boven zeeniveau. Hun dieet verschilt opvallend van dat van de mensapen ten noorden van het Tobameer, want ze eten ook rupsen en de kegels van coniferen.

## Status
De afgesplitste populatie telde 674.000 jaar geleden naar schatting nog 35.900 individuen. Na de vulkaanuitbarsting daalde dat tot zo'n 2.500 individuen. Vrij recent kwamen nog tapanuli-orang-oetans voor ten zuiden en westen van het huidige verspreidingsgebied, als we afgaan op verhalen.
De populatie bestaat tegenwoordig uit minder dan 800 individuen. Volgens de normen van de International Union for Conservation of Nature and Natural Resources (IUCN) classificeert een diersoort met zo weinig exemplaren op 1000 vierkante kilometer versnipperd natuurlijk bos zich als ernstig bedreigd (kritiek) op de Rode Lijst van de IUCN. Zeker als deze populatie bedreigd wordt door habitatverlies door ontbossing, de aanleg van een stuwdam en daarnaast jacht voor de illegale handel in dieren en conflicten met bewoners die er land- en tuinbouw bedrijven. Bovendien blijkt uit het genetisch onderzoek dat inteelt een rol speelt. De populatie ten zuiden van het Tobameer is (nog) niet als aparte soort geëvalueerd door de IUCN. In 2017 staan (stonden) echter alle orang-oetans op Sumatra als ernstig bedreigd op de Rode Lijst.